# Ajjabommanahalli, Jagalur
Ajjabommanahalli là một làng thuộc tehsil Jagalur, huyện Davanagere, bang Karnataka, Ấn Độ.